# Verrucella umbella
Verrucella umbella is een zachte koraalsoort uit de familie Ellisellidae. De koraalsoort komt uit het geslacht Verrucella. Verrucella umbella werd in 1798 voor het eerst wetenschappelijk beschreven door Esper. 